# Alec Fila
Alexander Fila detto Alec (Passic, 29 gennaio 1921 – New York, 31 dicembre 2001) è stato un trombettista statunitense di jazz.
Nel corso della sua carriera, suono come "lead trumpeter" nelle orchestre di Jack Teagarden, Bob Chester, Benny Goodman, Will Bradley, Glenn Miller, Ray McKinley, Elliott Lawrence, tra gli altri.
Essenzialmente musicista di sessione, non realizzò nessun album a proprio nome.